# إتيبليرسن
إتيبليرسن (Eteplirsen)، الذي يُباع تحت الإسم التجاري إكسونديس ( Exondys 51 )، هو دواء يستخدم لعلاج الحثل العضلي الدوشيني (DMD) مع طفرات محددة.  و متواجدة في حوالي 14٪ من حالات DMD.  وهو ما يعتبر فائدة مجدية في هذه المجموعة؛ ومع ذلك، فهي غير واضحة .  و يعطى عن طريق الحقن في الوريد. 
تشمل الآثار الجانبية الشائعة لهذا العقار على؛ مشاكل في التوازن و القيء و التهاب الجلد التماسي.  إضافة إلى ذلك، فقد تشمل المشاكل الصحية الأخرى ردود فعل تحسسية أيضا.  و هو شكل من أشكال العلاج المضاد للحساسية الذي يؤدي إلى تخطي إكسون 51 . 
تمت الموافقة على استخدامه طبيًا في الولايات المتحدة في عام 2016.  كانت الموافقة مثيرة للجدل إلى درجة أن اثنين من أعضاء لجنة المراجعة التابعة لإدارة الغذاء والدواء استقالا احتجاجًا.  ولم تعطى الموافقة على استخدامه في أوروبا بسبب عدم كفاية الأدلة.  في الولايات المتحدة تبلغ تكلفة علاج الطفل الذي يزن 20 كجم حوالي 524000 دولار أمريكي سنويًا. 